# Втора човешка хромозома
Втора човешка хромозома е една от 23-те чифта хромозоми при човека. Всеки човек има обикновено две копия от тази хромозома. Втората човешка хромозома е втора по дължина и обхваща над 237 милиона базови двойки  (материалът, който изгражда ДНК) и представлява почти 8% от общата ДНК в клетките.